# Titanogrypa steyskali
Titanogrypa steyskali är en tvåvingeart som först beskrevs av Guilherme A.M.Lopes 1975.  Titanogrypa steyskali ingår i släktet Titanogrypa och familjen köttflugor.
Artens utbredningsområde är Dominica. Inga underarter finns listade i Catalogue of Life.